# روبرت أو. بيترسون
روبرت أو. بيترسون (بالإنجليزية: Robert Oscar Peterson)‏ هو ضابط أمريكي، ولد في 13 مارس 1916 في سان دييغو في الولايات المتحدة، وتوفي بنفس المكان في 19 أبريل 1994 بسبب ابيضاض الدم.

## وصلات خارجية
- روبرت أو. بيترسون على موقع إن إن دي بي (الإنجليزية)